# Néctar (botánica)

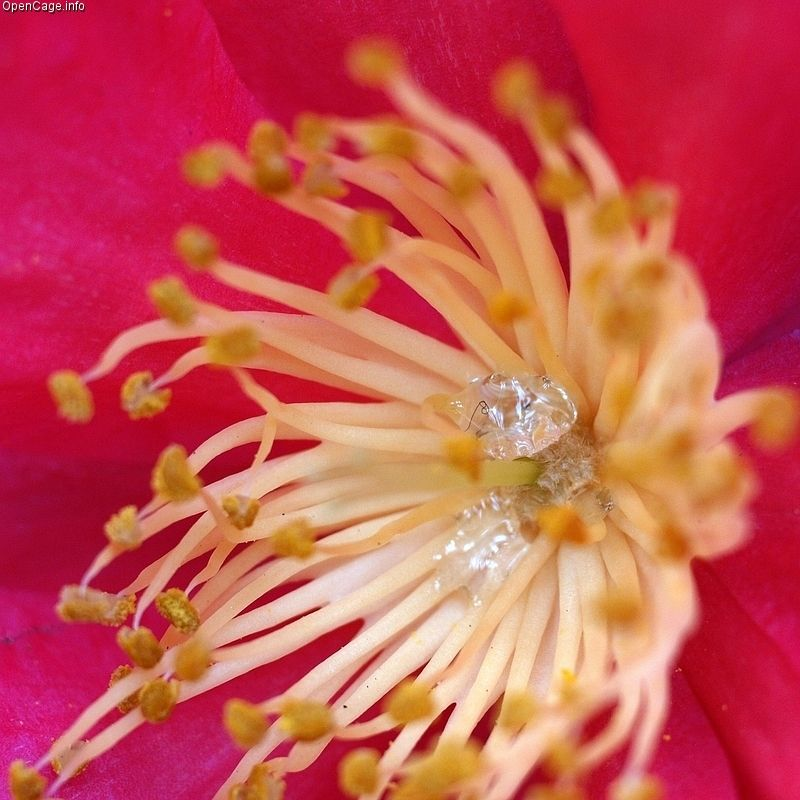
Nectarios florales de camelia.

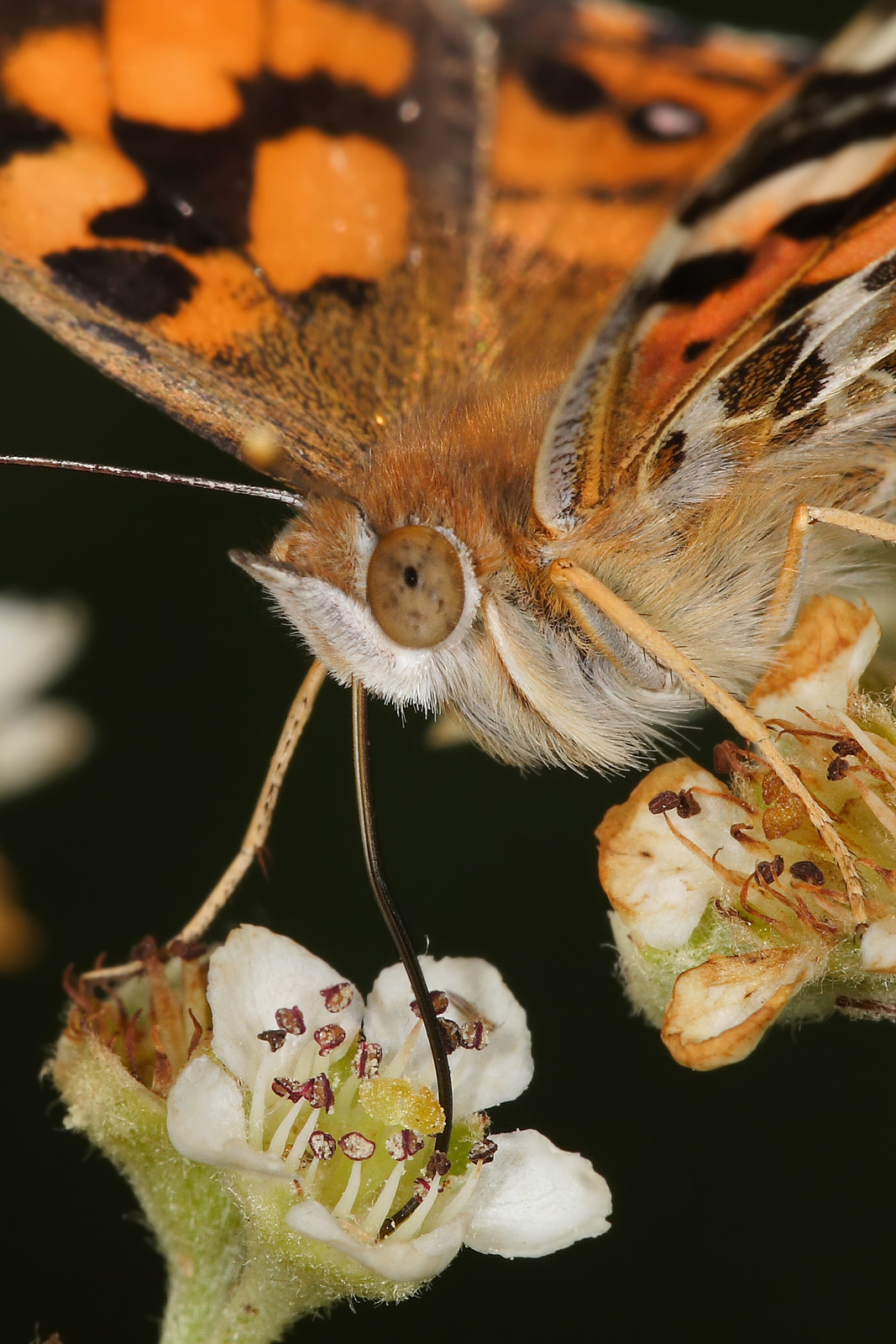
Una Vanessa kershawi se alimenta del néctar de una flor.

El néctar, del latín nectar, y este del griego νέκταρ «néktar» (en la mitología griega era la bebida de los dioses), es una solución acuosa más o menos concentrada de azúcares, aminoácidos, iones minerales y aceites esenciales.

El néctar tiene una función muy importante en la ecología de las plantas. Se produce en las flores para atraer a los animales que realizan la polinización (transporte involuntario de polen de unas flores a otras de la misma o distinta planta) y en otras partes de la planta. Sus compuestos sirven como indicadores para los animales mutualistas, como forma de protección ante los explotadores; como ladrones de néctar, microorganismos infestadores y los polinizadores.

## Néctar floral
El néctar se produce en glándulas diferenciadas en la base de los estambres o de los pétalos, llamadas nectarios, depositándose en muchos casos en bolsas o espolones de la base de la corola. Esa localización obliga a los agentes polinizadores a rozarse primero con los estambres, donde se cargan de polen, y luego con los estigmas de segundas flores, donde algunos granos pueden quedar depositados.
El néctar floral es el alimento de diferentes especies animales, como los colibríes, las mariposas diurnas y nocturnas, las abejas, moscas, etc, y la materia prima más importante para la producción de miel de la abeja melífera y de otras especies de himenópteros sociales.

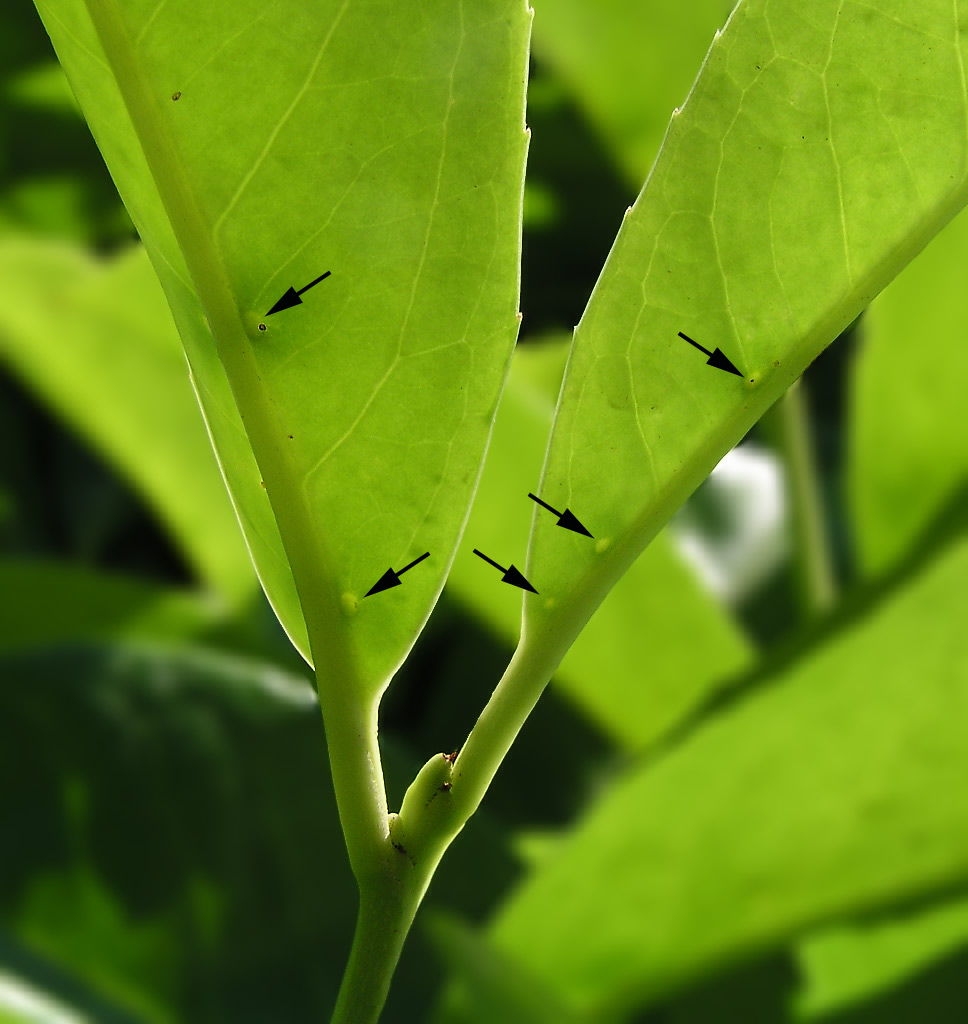
Nectarios extraflorales en el envés de las hojas del laurel cerezo (Prunus laurocerasus).

## Néctar extrafloral
El néctar existía antes de que hubiera flores; según las circunstancias la planta necesita expeler algo de su savia. Cuando las hojas están creciendo rápidamente necesitan mayor cantidad de savia que cuando llegan a la madurez. Muchas plantas tienen glándulas nectaríferas, o productoras de néctar, en sus partes vegetativas (es decir, en partes no reproductivas). Se designan como nectarios extraflorales. Es posible que los nectarios florales hayan evolucionado a partir de estas glándulas de eliminación de exceso de savia para proveer una atracción a los polinizadores. Se ha demostrado que, en algunos casos, la función de nectarios extraflorales es atraer las hormigas, cuya presencia en las hojas aleja a los parásitos. No solo disuaden a las mariposas de poner allí sus huevos, sino que a menudo consiguen apartar también a los herbívoros de cierto tamaño.

## Néctar artificial
Se puede fabricar una preparación que se asemeja al néctar para atraer animales nectarívoros o también para alimentar colmenas en tiempos de escasez.
Una receta muy sencilla se puede preparar con 2 partes azúcar refinado de caña y 1 de agua caliente bien mezcladas. Hay otras recetas pero se debe tener cuidado porque algunas sustancias, por ejemplo el azúcar moreno, pueden crear problemas a un sistema digestivo tan especializado.
Los néctares artificiales no son un alimento completo, carecen de proteínas y micronutrientes presentes en el néctar natural. Se los usa en apicultura cuando las reservas de miel son bajas en invierno o en primavera poco antes de la floración para que la colonia de abejas aumente y pueda aprovechar enseguida el néctar de las primeras flores.